# Pseudomedaeus agassizii
Pseudomedaeus agassizii är en kräftdjursart som först beskrevs av Alphonse Milne-Edwards 1880.  Pseudomedaeus agassizii ingår i släktet Pseudomedaeus och familjen Xanthidae. Inga underarter finns listade i Catalogue of Life.